# نادي كاظمة الرياضي لكرة السلة
يُعد فريق كرة السلة التابع لنادي كاظمة الرياضي واحدًا من أبرز الفرق في الساحة السلّوية في دولة الكويت، وله سجل حافل بالبطولات والمنافسات المحليّة والدوليّة. ويتميّز الفريق بتاريخه العريق، وتخرّج منه عدد من نجوم اللعبة الذين مثّلوا المنتخب الوطني الكويتي في مختلف المحافل.

## النشأة والتأسيس
تأسس فريق كرة السلة في نادي كاظمة مع انطلاق أنشطة النادي في سبعينات القرن الرابع عشر الهجري، ليصبح خلال سنوات معدودة من أقوى الفرق على مستوى الدولة، نظرًا لاعتماده على منهج علمي في التدريب، واستقطابه لعناصر شابة من الفئات السنيّة الصاعدة.

## الإنجازات المحليّة
حقق فريق كاظمة لكرة السلة العديد من البطولات والمراكز المتقدمة في البطولات الرسميّة المعتمدة من الاتحاد الكويتي لكرة السلة، ومن أبرز إنجازاته:
دوري الدرجة الأولى لكرة السلة في الكويت (10 ألقاب)
- البطل: 1968، 1980، 1988، 1989، 1990، 1992، 1994، 2000، 2001، 2012

كأس الاتحاد الكويتي لكرة السلة (3 ألقاب)
- الفائز: 1969، 1988، 2016
- الوصيف: 2011، 2013، 2024
- المركز الثالث: 2010، 2012

كأس السوبر الكويتي لكرة السلة (0 لقب)
- الوصيف: 2022

بطولة الأندية العربية لكرة السلة
- الميدالية الفضية (1): 1990

بطولة آسيا لكرة السلة / بطولة الاتحاد الآسيوي لكرة السلة
- الميدالية البرونزية (2): 1990، 1991

ويمثّل الفريق أحد أضلاع المنافسة الدائمة إلى جانب فرق كبيرة مثل القادسيّة والكويت والجهراء.

## المشاركات الخارجيّة
شارك فريق كاظمة في عدّة بطولات إقليميّة وخليجيّة، من بينها:
- بطولة الأندية الخليجيّة لكرة السلة.
- البطولات العربيّة للأندية.
- مباريات ودّية واستعراضيّة مع أندية آسيويّة.

وقد حقق الفريق حضورًا قويًّا في بعض تلك المشاركات، ما ساهم في رفع مكانة السلّة الكويتيّة على المستوى الإقليمي.

## اللاعبون البارزون
برز من الفريق عدد من اللاعبين الذين مثّلوا المنتخب الوطني، من أبرزهم:
- نواف الظفيري
- يعقوب الكندري
- عبدالله البلوشي
- عبدالعزيز السويلم

وقد حقق هؤلاء اللاعبون أرقامًا مميزة في مسابقات الدوري والكؤوس، وشاركوا في معسكرات دوليّة مع الفرق الوطنيّة.

## الاهتمام بالفئات السنيّة
يحرص نادي كاظمة على بناء قاعدة صلبة لكرة السلة عبر الفئات السنيّة، ويضم النادي فرقًا للفئات التالية:
- الناشئين
- الأشبال
- الشباب
- الرديف

ويتم إعداد هؤلاء اللاعبين تحت إشراف مدربين متخصصين، كما تُوفّر لهم برامج تدريب بدني وغذائي متكاملة.

## الجمهور
يحظى فريق كاظمة لكرة السلة بجمهور متابع ومحب، ويُعدّ من الفرق التي تحظى بتشجيع جماهيري كبير، خصوصًا في المباريات التي تُقام على صالة النادي الواقعة في منطقة العديلية.